# Acacia sericoflora
Acacia sericoflora är en ärtväxtart som beskrevs av Leslie Pedley. Acacia sericoflora ingår i släktet akacior, och familjen ärtväxter. Inga underarter finns listade i Catalogue of Life.